# Pontoporea
Pontoporea (en grec antic Ποντοπόρεια) va ser una de les nereides citades per Hesíode a la Teogonia.
Com les altres nereides, era filla de Nereu, un déu marí fill de Pontos, i de Doris, una nimfa filla d'Oceà i de Tetis. Tenia un únic germà, Nèrites. Era la nereida que protegia durant la travessia de la mar.
Ha donat nom als Pontopòrids, una família de cetacis que viuen a les aigües costaneres de l'Atlàntic.